# Trofeo Laigueglia 1999
Il Trofeo Laigueglia 1999, trentaseiesima edizione della corsa, si svolse il 16 febbraio 1999, su un percorso di 172,6 km. La vittoria fu appannaggio dell'italiano Paolo Savoldelli, che completò il percorso in 4h26'07", precedendo i connazionali Andrea Ferrigato e Davide Rebellin.
I corridori che presero il via da Laigueglia furono 185, mentre coloro che portarono a termine il percorso sul medesimo traguardo furono 82.

## Ordine d'arrivo (Top 10)
| Pos. | Corridore         | Squadra                        | Tempo    |
| ---- | ----------------- | ------------------------------ | -------- |
| 1    | Paolo Savoldelli  | Saeco                          | 4h26'07" |
| 2    | Andrea Ferrigato  | Ballan-Alessio                 | a 12"    |
| 3    | Davide Rebellin   | Team Polti                     | s.t.     |
| 4    | Wladimir Belli    | Festina-Lotus                  | s.t.     |
| 5    | Giuliano Figueras | Mapei-Quick Step               | a 41"    |
| 6    | Giuseppe Palumbo  | Riso Scotti-Vinavil            | s.t.     |
| 7    | Fabio Baldato     | Ballan-Alessio                 | s.t.     |
| 8    | Mirko Celestino   | Team Polti                     | s.t.     |
| 9    | Luca Mazzanti     | Cantina Tollo-Alexia Alluminio | s.t.     |
| 10   | Michael Blaudzun  | Team Home-Jack & Jones         | s.t.     |